# Il tredicesimo invitato
Il tredicesimo invitato (The Thirteenth Guest) è un film statunitense del 1932 diretto da Albert Ray.